# Stamnodes strigularia
Stamnodes strigularia är en fjärilsart som beskrevs av Minot 1869. Stamnodes strigularia ingår i släktet Stamnodes och familjen mätare. Inga underarter finns listade i Catalogue of Life.